# Союз-36
«Союз-36» — пилотируемый космический полет транспортного пилотируемого космического корабля Союз на орбитальную станцию Салют 6. Это был пятый космический полет организованный в рамках международной программы космических Интеркосмос и первый с участием космонавта гражданина ВНР.

## Параметры полёта
- Масса аппарата — 6,8 т.
- Наклонение орбиты — 51,64°.
- Период обращения — 89,0 (91,4) мин.
- Перигей — 197,5(345,5) км.
- Апогей — 281,9(363,3) км.

## Экипаж старта
- Командир — Кубасов, Валерий Николаевич (3)
- Космонавт-исследователь — Фаркаш, Берталан (венг. Farkas, Bertalan) (1) (Венгрия)

## Дублирующий экипаж
- Командир — Джанибеков, Владимир Александрович
- Космонавт-исследователь — Мадьяри, Бела (венг. Magyari, Bela) (Венгрия)

## Экипаж при приземлении
- Командир — Горбатко, Виктор Васильевич
- Космонавт-исследователь — Фам Туан (вьет. Phạm Tuân) (Вьетнам)

## Описание полёта
Пуск произошёл 26 мая 1980 года в 18:21:00 с космодрома Байконур в Казахстане. В это время на станции «Салют-6» работал четвёртый основной экипаж — Леонид Попов и Валерий Рюмин. В 19 часа 56 минут произошла стыковка на орбите с орбитальным комплексом.
Кубасов и Фаркаш оставались на станции до 3 июня 1980 года. И приземлились с помощью возвращаемой капсулы корабля Союз-35.
Капсула Союз 35 приземлилась в 3 июня 1980 года в 15:07:00. Местом посадки был приблизительно в 140 км на юго-восток от Джезказгана.

## Научные эксперименты
Во время пребывания корабля Союз-36 в составе станции Салют-6 были проведены следующие эксперименты:

### Интерферон
Цель эксперимента — изучение влияния условий космического полета на выработку интерферона в системе клеток человека. Во втором опыте предстояло выяснить, влияют ли условия полета на препарат интерферона, доставленный на борт орбитального комплекса, приготовленный в виде лекарства. Эти опыты получили наименование — «Интерферон-1» и «Интерферон-2».

#### Научная подготовка эксперимента
- Микробиологическая исследовательская группа АН ВНР
- Институт медико-биологических проблем Министерства здравоохранения СССР

### Этвеш
Состоял из нескольких опытов. Которые проводились на установке Кристалл. В этом опыте проводилась оценка качества особенностей роста кристаллов, а также возможности получения полупроводниковых материалов с лучшими электрофизическими характеристиками и структурой.

#### Научная подготовка эксперимента
- Институт технической физики
- Центральный институт физических исследований АН ВНР
- Институт космических исследований АН СССР.

### Биосфера-М
В эксперименте Биосфера-М ставилась задача получения информации с помощью визуально-инструментальных наблюдений о биосфере, изучения динамики долговременных природных процессов, проведения работ в интересах геологии, океанологии и метеорологии. Эксперимент Биосфера-М являлся продолжением эксперимента Биосфера проведённого экипажем корабля Союз-31.

#### Научная подготовка эксперимента
- Академия наук и геодезическая служба Венгрии.
- Завод Форте.
- Государственный научно-исследовательский и производственный центр «Природа».

### Беалуца
Целью эксперимента было изучение технологии получения сплава алюминия с четырьмя процентами меди и диффузия в сплавах металлов на примере системы алюминий- медь. Для проведения эксперимента использовались установки Сплав-01 и Кристалл.

#### Научная подготовка эксперимента
- Институт железа Министерства чёрной металлургии Венгрии.
- Центральный институт физических исследований АН ВНР
- Институт космических исследований АН СССР.

### Работоспособность
Целью эксперимента было изучение влияния космического полета на операторские качества и навыки человека, а также умственную работоспособность человека-оператора.

#### Научная подготовка эксперимента
- Институт авиационной медицины Венгерской народной армии
- фирма «Медикор»

### Пневматик
цель эксперимента заключалась в том, чтобы затруднить приток крови в верхнюю часть тела человека, а также получение данных об эффективности устройства Пневматик для улучшения самочувствия космонавтов и выбор оптимального режима его работы.

### Деформация
Цель эксперимента деформация определение возможных деформаций орбитального комплекса вследствие нагрева Солнцем.

### Иллюминатор
В данном эксперименте изучалось состояние иллюминатора после длительного воздействия на него космической среды с помощью болгарского ручного спектрометра Спектр-15.

### Заря
В эксперименте «Заря» решались задачи по спектрометрированию и фотографированию горизонта Земли, а также изучались характеристики земной атмосферы.

### Рефракция
В следующем эксперименте — «Рефракция» осуществлялось измерение атмосферной рефракции и её аномалий по фотографиям фигуры Солнца, получаемым во время наблюдений с орбитальной станции его восхода или захода.

### Атмосфера
В эксперименте «Атмосфера» изучались характеристики земной атмосферы.

### Терминатор
Являлся ещё одним экспериментом по изучению атмосферы земли.

### Вкус
В эксперименте Вкус изучалось воздействие факторов космического полета на вкусовую чувствительность космонавта.

## СМИ
Полет международного экипажа с участием граждан Советского Союза и Венгерской Народной Республики на советском корабле является ещё одним ярким свидетельством дальнейшего расширения социалистической интеграции.

— ТАСС 26 мая 1980 года